# Joaquín Sama y Vinagre
Joaquín Sama y Vinagre (1841-1895) fue un Catedrático de Psicología, Lógica y Filosofía Moral español. Amigo y colaborador de Francisco Giner de los Ríos, y profesor de la Institución Libre de Enseñanza. Creador de la Escuela Libre-Profesional en Huelva en 1870, fue separado de su cátedra en 1875. 

## Biografía
Según la necrológica que le escribió Giner, con algunos errores de bulto como el año de nacimiento, Sama inició su educación en San Vicente de Alcántara (Badajoz) a los diez años de edad. En su expediente académico figura como estudiante en la capital extremeña entre 1854 y 1860, con calificaciones de sobresaliente en todas las asignaturas, incluido el título de Bachiller de Artes. Durante ese periodo trabajó como «mancebo» en una farmacia.
Concluido el bachiller se trasladó a Sevilla, donde el 29 de junio de 1866 se licenció en Derecho, habiendo sido alumno de Federico de Castro. Abrió bufete y aula de latín en su ciudad natal, donde llegó a desempeñar los cargos de juez municipal y alcalde, y creó una "caja de socorros" para los obreros. En 1869, ya casado con Antonia Pérez Corzo, natural de Talavera la Real, que le dio once hijos, consiguió por oposición la clase de Psicología en el IES La Rábida de Huelva.
Se incorporó a la Institución Libre de Enseñanza en 1879, en la que tanto él como sus hijos participaron siempre muy cerca del maestro Giner.

## Obras
- Montesino y sus doctrinas pedagógicas (Madrid, 1888)
- Indicaciones de filosofía y pedagogía (Madrid, 1893)